# Metatanais cylindricus
Metatanais cylindricus är en kräftdjursart som beskrevs av Sueo M. Shiino 1952. Metatanais cylindricus ingår i släktet Metatanais och familjen Nototanaidae. Inga underarter finns listade i Catalogue of Life.